# Công thức Faà di Bruno
Trong toán học, công thức Faà di Bruno là một đẳng thức tổng quát quy tắc dây chuyền cho đạo hàm cấp cao, đặt tên theo Francesco Faà di Bruno (1855, 1857), mặc dù ông không phải người đầu tiên phát biểu hay chứng minh nó. Năm 1800, hơn 50 trước Faà di Bruno, nhà toán học Pháp Louis François Antoine Arbogast đưa ra công thức này trong một quyển sách giải tích, được coi là tác phẩm đầu tiên nhắc đến công thức này.
Dạng phổ biến nhất của công thức Faà di Bruno nói rằng:
{\displaystyle {d^{n} \over dx^{n}}f(g(x))=\sum {\frac {n!}{m_{1}!\,1!^{m_{1}}\,m_{2}!\,2!^{m_{2}}\,\cdots \,m_{n}!\,n!^{m_{n}}}}\cdot f^{(m_{1}+\cdots +m_{n})}(g(x))\cdot \prod _{j=1}^{n}\left(g^{(j)}(x)\right)^{m_{j}},}
trong đó tổng này lấy trên tất cả bộ n số nguyên không âm (m1,..., mn) thỏa mãn điều kiện
{\displaystyle 1\cdot m_{1}+2\cdot m_{2}+3\cdot m_{3}+\cdots +n\cdot m_{n}=n.}
Một biểu diễn khác cho tổng này với cùng các bộ hệ số như trên là:
{\displaystyle {d^{n} \over dx^{n}}f(g(x))=\sum {\frac {n!}{m_{1}!\,m_{2}!\,\cdots \,m_{n}!}}\cdot f^{(m_{1}+\cdots +m_{n})}(g(x))\cdot \prod _{j=1}^{n}\left({\frac {g^{(j)}(x)}{j!}}\right)^{m_{j}}.}
Kết hợp những số hạng với cùng giá trị m1 + m2 +... + mn = k và để ý rằng mj phải bằng không với j > n − k + 1 cho ta một công thức khác đơn giản hơn sử dụng đa thức Bell Bn,k(x1,..., xn−k+1):
{\displaystyle {d^{n} \over dx^{n}}f(g(x))=\sum _{k=1}^{n}f^{(k)}(g(x))\cdot B_{n,k}\left(g'(x),g''(x),\dots ,g^{(n-k+1)}(x)\right).}

## Dạng tổ hợp
Công thức này có một dạng "tổ hợp":
{\displaystyle {d^{n} \over dx^{n}}f(g(x))=(f\circ g)^{(n)}(x)=\sum _{\pi \in \Pi }f^{(\left|\pi \right|)}(g(x))\cdot \prod _{B\in \pi }g^{(\left|B\right|)}(x)}
trong đó
- π chạy qua tập Π tất cả các phân hoạch của tập hợp {1,..., n},
- B ∈ π tức là ẩn B chạy qua các tập con trong phân hoạch π, và
- | A | chỉ lực lượng của tập A (do đó |π| là số tập trong phân hoạch π và | B | là kích thước của tập B).

## Ví dụ
Sau đây là một ví dụ cụ thể cho dạng tổ hợp trong trường hợp n = 4.
{\displaystyle {\begin{aligned}(f\circ g)''''(x)={}&f''''(g(x))g'(x)^{4}+6f'''(g(x))g''(x)g'(x)^{2}\\[8pt]&{}+\;3f''(g(x))g''(x)^{2}+4f''(g(x))g'''(x)g'(x)\\[8pt]&{}+\;f'(g(x))g''''(x).\end{aligned}}}
Quy luật ở đây là
{\displaystyle {\begin{array}{cccccc}g'(x)^{4}&&\leftrightarrow &&1+1+1+1&&\leftrightarrow &&f''''(g(x))&&\leftrightarrow &&1\\[12pt]g''(x)g'(x)^{2}&&\leftrightarrow &&2+1+1&&\leftrightarrow &&f'''(g(x))&&\leftrightarrow &&6\\[12pt]g''(x)^{2}&&\leftrightarrow &&2+2&&\leftrightarrow &&f''(g(x))&&\leftrightarrow &&3\\[12pt]g'''(x)g'(x)&&\leftrightarrow &&3+1&&\leftrightarrow &&f''(g(x))&&\leftrightarrow &&4\\[12pt]g''''(x)&&\leftrightarrow &&4&&\leftrightarrow &&f'(g(x))&&\leftrightarrow &&1\end{array}}}
Nhân tử {\displaystyle g''(x)g'(x)^{2}} tương ứng với phân hoạch 2 + 1 + 1 của số 4 (4 là cấp của đạo hàm đang xét). Nhân tử {\displaystyle f'''(g(x))} đi cùng với nó tương ứng với việc có ba số hạng trong phân hoạch đó, do đó ta lấy đạo hàm bậc ba. Hệ số 6 là do có sáu cách phân hoạch một tập có bốn phần tử thành một phần có 2 phần tử và hai phần có 1 phần tử; con số này là {\displaystyle C_{4}^{2}.}
Tương tự, nhân tử {\displaystyle g''(x)^{2}} ở dòng thứ ba tương ứng với phân hoạch 2 + 2 của số 4, còn {\displaystyle f''(g(x))} tương ứng với việc có hai số hạng (2 + 2) trong phân hoạch đó. Hệ số 3 xuất phát từ việc có {\displaystyle {\tfrac {1}{2}}C_{4}^{2}=3} cách phân hoạch 4 vật thành hai nhóm chứa 2 vật mỗi nhóm. Tương tự với những hạng tử còn lại.
Một cách để nhớ như sau:
{\displaystyle {\begin{aligned}&{\frac {D^{1}(f\circ g)}{1!}}&=\left(f^{(1)}\circ g\right){\frac {\frac {g^{(1)}}{1!}}{1!}}\\[8pt]&{\frac {D^{2}(f\circ g)}{2!}}&=\left(f^{(1)}\circ g\right){\frac {\frac {g^{(2)}}{2!}}{1!}}&+\left(f^{(2)}\circ g\right){\frac {{\frac {g^{(1)}}{1!}}{\frac {g^{(1)}}{1!}}}{2!}}\\[8pt]&{\frac {D^{3}(f\circ g)}{3!}}&=\left(f^{(1)}\circ g\right){\frac {\frac {g^{(3)}}{3!}}{1!}}&+\left(f^{(2)}\circ g\right){\frac {\frac {g^{(1)}}{1!}}{1!}}{\frac {\frac {g^{(2)}}{2!}}{1!}}&+\left(f^{(3)}\circ g\right){\frac {{\frac {g^{(1)}}{1!}}{\frac {g^{(1)}}{1!}}{\frac {g^{(1)}}{1!}}}{3!}}\\[8pt]&{\frac {D^{4}(f\circ g)}{4!}}&=\left(f^{(1)}\circ g\right){\frac {\frac {g^{(4)}}{4!}}{1!}}&+\left(f^{(2)}\circ g\right)\left({\frac {\frac {g^{(1)}}{1!}}{1!}}{\frac {\frac {g^{(3)}}{3!}}{1!}}+{\frac {{\frac {g^{(2)}}{2!}}{\frac {g^{(2)}}{2!}}}{2!}}\right)&+\left(f^{(3)}\circ g\right){\frac {{\frac {g^{(1)}}{1!}}{\frac {g^{(1)}}{1!}}}{2!}}{\frac {\frac {g^{(2)}}{2!}}{1!}}&+\left(f^{(4)}\circ g\right){\frac {{\frac {g^{(1)}}{1!}}{\frac {g^{(1)}}{1!}}{\frac {g^{(1)}}{1!}}{\frac {g^{(1)}}{1!}}}{4!}}\end{aligned}}}

## Hệ số Faà di Bruno
Những hệ số Faà di Bruno đếm số phân hoạch này có một công thức cụ thể hơn. Số phân hoạch của một tập hợp với kích thước n tương ứng với phân hoạch số nguyên
{\displaystyle \displaystyle n=\underbrace {1+\cdots +1} _{m_{1}}\,+\,\underbrace {2+\cdots +2} _{m_{2}}\,+\,\underbrace {3+\cdots +3} _{m_{3}}+\cdots }
của số nguyên dương n bằng
{\displaystyle {\frac {n!}{m_{1}!\,m_{2}!\,m_{3}!\,\cdots 1!^{m_{1}}\,2!^{m_{2}}\,3!^{m_{3}}\,\cdots }}.}
Những hệ số này cũng xuất hiện trong đa thức Bell, liên quan đến khái niệm nửa bất biến.

## Dạng khác

### Dạng nhiều biến
Cho hàm y = g(x1,..., xn). Khi ấy đẳng thức sau đây là đúng dù là n biến này phân biệt, giống nhau, hay chia thành các nhóm biến giống nhau (xem ví dụ cụ thể bên dưới):
{\displaystyle {\partial ^{n} \over \partial x_{1}\cdots \partial x_{n}}f(y)=\sum _{\pi \in \Pi }f^{(\left|\pi \right|)}(y)\cdot \prod _{B\in \pi }{\partial ^{\left|B\right|}y \over \prod _{j\in B}\partial x_{j}}}
trong đó (giống như trên)
- π chạy qua tập Π tất cả các phân hoạch của tập hợp {1,..., n},
- B ∈ π tức là ẩn B chạy qua các tập con trong phân hoạch π, và
- | A | chỉ lực lượng của tập A (do đó |π| là số tập trong phân hoạch π và | B | là kích thước của tập B).

Những dạng tổng quát hơn đúng cho trường hợp khi các hàm có giá trị vectơ, thậm chí là giá trị trong không gian Banach. Khi ấy ta cần xét đạo hàm Fréchet hoặc đạo hàm Gateaux.
Ví dụ
Năm hạng tử trong biểu thức sau tương ứng với năm cách phân hoạch tập {1, 2, 3} , và với mỗi phân hoạch, cấp của đạo hàm của f là số phần trong phân hoạch đó:
{\displaystyle {\begin{aligned}{\partial ^{3} \over \partial x_{1}\,\partial x_{2}\,\partial x_{3}}f(y)={}&f'(y){\partial ^{3}y \over \partial x_{1}\,\partial x_{2}\,\partial x_{3}}\\[10pt]&{}+f''(y)\left({\partial y \over \partial x_{1}}\cdot {\partial ^{2}y \over \partial x_{2}\,\partial x_{3}}+{\partial y \over \partial x_{2}}\cdot {\partial ^{2}y \over \partial x_{1}\,\partial x_{3}}+{\partial y \over \partial x_{3}}\cdot {\partial ^{2}y \over \partial x_{1}\,\partial x_{2}}\right)\\[10pt]&{}+f'''(y){\partial y \over \partial x_{1}}\cdot {\partial y \over \partial x_{2}}\cdot {\partial y \over \partial x_{3}}.\end{aligned}}}
Nếu ba biến này giống hệt nhau, thì ba trong năm hạng tử ở trên cũng giống nhau, cho ta công thức thông thường cho một biến.

### Khảo sát lịch sử
- Brigaglia, Aldo (2004), “L'Opera Matematica”,  trong Giacardi, Livia (biên tập), Francesco Faà di Bruno. Ricerca scientifica insegnamento e divulgazione, Studi e fonti per la storia dell'Università di Torino (bằng tiếng Ý), XII, Torino: Deputazione Subalpina di Storia Patria, tr. 111–172. "The mathematical work" is an essay on the mathematical activity, describing both the research and teaching activity of Francesco Faà di Bruno.
- Craik, Alex D. D. (tháng 2 năm 2005), “Prehistory of Faà di Bruno's Formula”, American Mathematical Monthly, 112 (2): 217–234, doi:10.2307/30037410, JSTOR 30037410, MR 2121322, Zbl 1088.01008.
- Johnson, Warren P. (tháng 3 năm 2002), “The Curious History of Faà di Bruno's Formula” (PDF), American Mathematical Monthly, 109 (3): 217–234, CiteSeerX 10.1.1.109.4135, doi:10.2307/2695352, JSTOR 2695352, MR 1903577, Zbl 1024.01010, Bản gốc (PDF) lưu trữ ngày 11 tháng 4 năm 2021, truy cập ngày 11 tháng 7 năm 2020.

### Nghiên cứu
- Arbogast, L. F. A. (1800), Du calcul des derivations [On the calculus of derivatives] (bằng tiếng Pháp), Strasbourg: Levrault, tr. xxiii+404. Có sẵn miễn phí tại Google Books.
- Faà di Bruno, F. (1855), “Sullo sviluppo delle funzioni” [On the development of the functions], Annali di Scienze Matematiche e Fisiche (bằng tiếng Ý), 6: 479–480, LCCN 06036680. Có sẵn miễn phí tại Google Books. Một bài viết nổi tiếng trong đó Francesco Faà di Bruno đưa ra hai công thức nay đặt theo tên ông.
- Faà di Bruno, F. (1857), “Note sur une nouvelle formule de calcul differentiel” [On a new formula of differential calculus], The Quarterly Journal of Pure and Applied Mathematics (bằng tiếng Pháp), 1: 359–360. Có sẵn miễn phí tại Google Books.
- Faà di Bruno, Francesco (1859), Théorie générale de l'élimination [General elimination theory] (bằng tiếng Pháp), Paris: Leiber et Faraguet, tr. x+224. Có sẵn miễn phí tại Google Books.
- Flanders, Harley (2001). “From Ford to Faa”. The American Mathematical Monthly. Informa UK Limited. 108 (6): 559. doi:10.2307/2695713. ISSN 0002-9890.
- Fraenkel, L. E. (1978), “Formulae for high derivatives of composite functions”, Mathematical Proceedings of the Cambridge Philosophical Society, 83 (2): 159–165, doi:10.1017/S0305004100054402, MR 0486377, Zbl 0388.46032.
- Krantz, Steven G.; Parks, Harold R. (2002), A Primer of Real Analytic Functions, Birkhäuser Advanced Texts - Basler Lehrbücher , Boston: Birkhäuser Verlag, tr. xiv+205, ISBN 978-0-8176-4264-8, MR 1916029, Zbl 1015.26030
- Porteous, Ian R. (2001), “Paragraph 4.3: Faà di Bruno's formula”, Geometric Differentiation , Cambridge: Cambridge University Press, tr. 83–85, ISBN 978-0-521-00264-6, MR 1871900, Zbl 1013.53001.
- T. A., (Tiburce Abadie, J. F. C.) (1850), “Sur la différentiation des fonctions de fonctions” [On the derivation of functions], Nouvelles annales de mathématiques, journal des candidats aux écoles polytechnique et normale, Série 1 (bằng tiếng Pháp), 9: 119–125. Có tại NUMDAM.
- A., (Tiburce Abadie, J. F. C.) (1852), “Sur la différentiation des fonctions de fonctions. Séries de Burmann, de Lagrange, de Wronski” [On the derivation of functions. Burmann, Lagrange and Wronski series.], Nouvelles annales de mathématiques, journal des candidats aux écoles polytechnique et normale, Série 1 (bằng tiếng Pháp), 11: 376–383. Có tại NUMDAM.